# 11799 Lantz
11799 Lantz este o planetă minoră (asteroid) din centura de asteroizi. A fost descoperită pe 28 februarie 1981 la Observatorul Siding Spring de Schelte J. Bus și a fost numită după Cateline Lantz⁠(d). 
Obiectul prezintă o orbită caracterizată de o semiaxă mare de 3,0443317 UAi, o excentricitate de 0,18, o înclinație de 10,10614 ° în raport cu ecliptica.